# Violet Nicolson
Œuvres principales
Garden of Kama (1901)
Violet Nicolson, également connue sous le nom d'Adela Florence Nicolson, née le 9 avril 1865 à Bristol et décédée le 4 octobre 1904 à Madras, est une poétesse britannique. Elle écrit tout d'abord sous le pseudonyme de Laurence Hope, mais devient connue sous le nom de Violet Nicolson au début des années 1900,.

## Biographie
Adela Violet Cory est originaire de Stoke Bishop, banlieue au nord-ouest de Bristol, dans le Gloucestershire. Elle est la seconde des trois filles du colonel Arthur Cory et de Fanny Elizabeth Griffin. Son père est employé dans l'armée britannique à Lahore, elle est élevée par des parents proches en Angleterre, avant de partir rejoindre son père en Inde dès 1881. Son père est rédacteur en chef et correspondant pour The Civil and Military Gazette.
Selon toute probabilité, il est celui ayant donné à Rudyard Kipling, son premier emploi en tant que journaliste. Ses sœurs Annie Sophie Cory et Isabel Cory ont également fait carrière dans l'écriture. Annie Sophie Cory écrit des romans populaires sous le pseudonyme de Victoria Cross. Isabel Cory assiste puis succéde à leur père en tant que rédactrice en cheffe de la Sind Gazette.
En avril 1889, Adela Violet Cory épouse le colonel Malcolm Hassels Nicolson, commandant du 3e bataillon du régiment baloutches, reconnu pour sa témérité et ses faits d'armes. Linguiste émérite, il lui fait notamment découvrir son amour de l'Inde, des coutumes et de la cuisine locale. Le couple a la réputation d'être un duo excentrique. Lors d'une expédition dans la vallée de Zhob en 1890, elle suit son mari à travers les cols de la frontière afghane, déguisée en garçon Pathan.
Le couple s'installe à Mhow de 1895 jusqu'au début de 1900. Après la mort de Malcolm Nicolson lors d'une opération de la prostate, Adela Violet Nicolson, sujette à la dépression depuis son enfance, se suicide par empoissonnement et meurt à l'âge de 39 ans, le 4 octobre 1904 à Madras. Son fils Malcolm publie une sélection de poèmes choisis à titre posthume en 1922,.

## Carrière littéraire
En 1901, Violet Nicolson publie Garden of Kama, publié un an plus tard aux États-Unis sous le titre India's Love Lyrics. Ses poèmes utilisent souvent l'imagerie et les symboles des poètes de la frontière nord-ouest de l'Inde et des poètes soufis de Perse.  
Violet Nicolson fait partie des poétesses romantiques les plus populaires de l'époque édouardienne. Ses thèmes de prédilection portent généralement sur l'amour non partagé et la perte. Beaucoup d'entre eux ont un caractère autobiographique ou de confession,. 
Malgré l'utilisation de pseudonymes et de personnages fictifs, il est évident pour certains de ses contemporains que ses poèmes sont profondément personnels, voire confessionnels,,,.

## Adaptations

### Musique

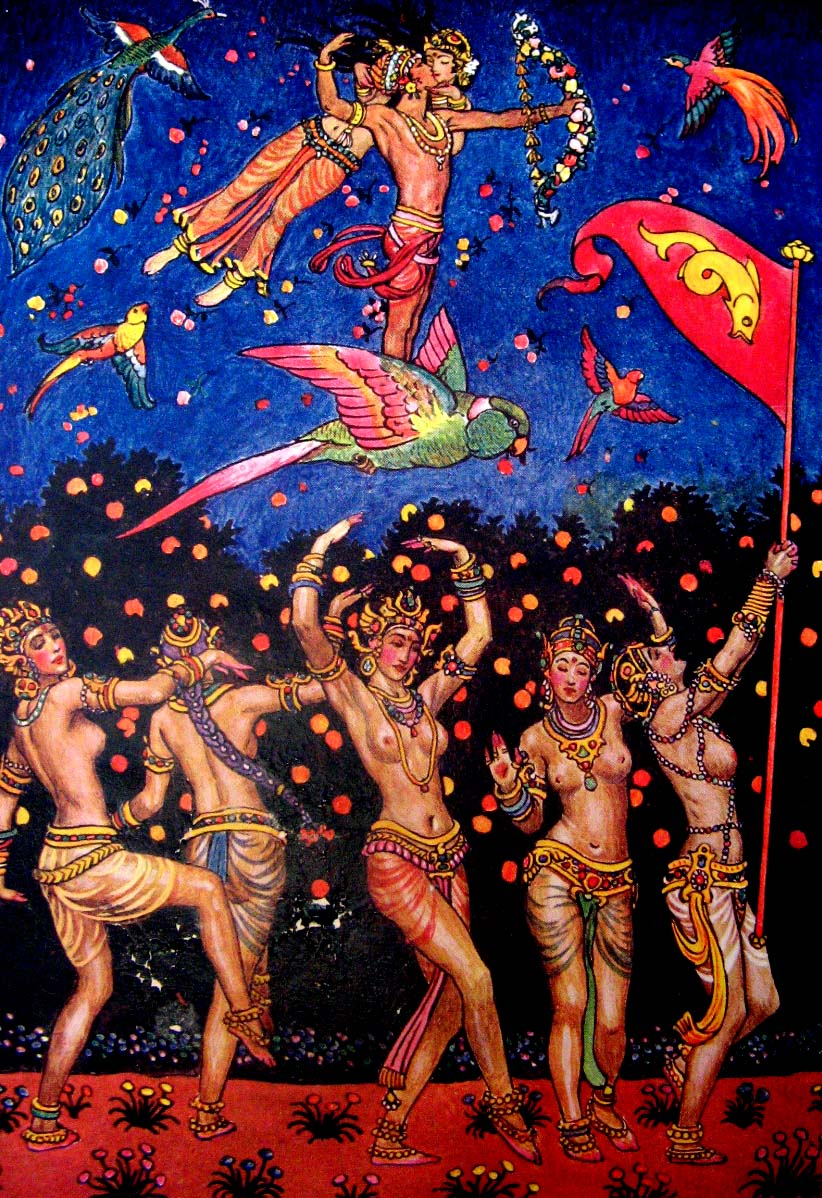
Illustrations de Byam Shaw pour la publication de l'ouvrage The Garden of Kama de Laurence Hope alias Adela Florence Nicolson par William Heinemann en 1914.

La vie et la poésie de Violet Nicolson ont inspiré un large éventail d'adaptations, à commencer par les mises en musique par la compositrice britannique Amy Woodforde-Finden de quatre des textes de The Garden of Kama. La plus populaire de ces adaptations est le titre, Kashmiri Song. Après le succès critique de ces chansons, Amy Woodforde-Finden compose quatre nouvelles mises en musique de textes tirés du livre Stars of the Desert.
Le compositeur afro-américain Harry Burleigh publie Five Songs of Laurence Hope en 1915. Le compositeur afro-américain, Marques L.A. Garrett adapte les compositions d'Harry Burleigh pour un chœur mixte en 2020.

### Cinéma
En 1916, le film de Mary Pickford intitulé Less Than the Dust est inspiré par le poème et la chanson du même titre. En 1923, la société de production Stoll Pictures sort le long métrage, The Indian Love Lyrics.

### Littérature
Parmi les œuvres littéraires fictives basées sur la vie ou la poésie de Violet Nicolson se distingue notamment l'ouvrage The Colonel's Lady (Creatures of Circumstance (1947) de Somerset Maugham. Cette œuvre a également été adaptée dans un segment du film Quartet (1948) par Harold French, Arthur Crabtree, Ralph Smart, Ken Annakin. Parmi les œuvres de fiction ultérieures figurent Fate Knows no Tears (1996) de Mary Talbot Cross et That Bloody Female Poet (a book before Google) de Tim Orchard en 2011.

### Danse
Dans les années 1910 et 1920, des danses et chorégraphies basées sur l'oeuvre, The Garden of Kama, ont été créées et interprétées par Ruth St. Denis, Ted Shawn, Martha Graham et Michio Itō.